# Soyouz 8
Soyouz 8 est un vol du programme spatial de l'Union soviétique lancé le 12 octobre 1969. 
Il fait partie de la mission commune avec Soyouz 6 et Soyouz 7 : faire évoluer ensemble trois vaisseaux spatiaux emportant sept cosmonautes en tout, ce qui constitue à l'époque un double record.

## Équipage
Les nombres entre parenthèses indiquent le nombre de vols spatiaux effectués par chaque individu jusqu'à cette mission incluse.
- Vladimir Shatalov (2)
- Aleksei Yeliseyev (2)

Initialement, il était prévu que Nikolaïev et Sevastianov constituent l'équipage de Soyouz 8. En mai 1969, toutefois, Nikolaïev a dû déclarer forfait. Chatalov et Yeliseyev, qui étaient doublures à la fois sur Soyouz 6, 7 et 8, ont finalement constitué l'équipage principal tandis que Nikolaïev et Sevastianov constitueront l'équipage de réserve. Nikolaïev et Sevastianov voleront l'année suivante sur Soyouz 9.

## Contexte
Voir article Soyouz 6.

## Paramètres de la mission
- Périgée : 201 km
- Apogée : 227 km
- Inclinaison : 51.7°
- Période : 88.7 minutes

## Déroulement
Soyouz 8 est lancé le 13 octobre, deux jours après Soyouz 6 et un après Soyouz 7. Les trois vaisseaux évolueront simultanément pendant deux jours, les 14 et 15 octobre. Durant cette phase, Soyouz 7 sert de cible aux deux autres vaisseaux, en particulier à Soyouz 8 qui doit venir s'amarrer à lui.
Mais le système Igla ne fonctionne pas et les deux pilotes ne peuvent pas mesurer leur distance relative. Ils recourent alors à une méthode optique consistant à utiliser des signaux lumineux à 1500m et 500m de distance mais sans davantage de succès. La jonction n'aura pas lieu.
Cependant, pendant tout le temps où les trois vaisseaux volent de concert, leurs pilotes opèrent trente et une corrections d'orbite et sept rendez-vous. Chonine (Soyouz 6) en effectue trois et Chatalov (Soyouz 8) quatre.
À deux reprises ces rendez-vous sont simultanés, le vol groupé durant en tout 4h24m. Soyouz 8 vole pendant 35h 19m en compagnie de Soyouz 7.
Pour la première fois, une liaison radio est établie entre quatre points : un vaisseau habité (Soyouz 8), un navire (le Vladimir-Komarov), un satellite de communication (Molnia) et le centre de direction des vols. Si bien que les contacts avec Soyouz 8 peuvent être établis hors de visibilité du territoire soviétique.